# Griže, Žalec
Griže so naselje v Občini Žalec.

## Zgodovina
Čeprav se prvi zapisi o obstoju Griž pojavijo šele leta v poznem srednjem veku, je v neposredni bližini Griž mogoče zaslediti še starejše sledove poselitve.
Pri tem imamo v mislih predvsem keltske gomile iz obdobja Starejše železne dobe. Gomile so razporejene po obronkih vzpetine Hom in segajo vse tja do Spodnjih Griž. Nekaj gomil je danes že odkopanih, dasiravno se najdbe ne morejo primerjati z zakladi, ki so jih našli v podobnih grobiščih na Dolenjskem. Na brežinah reke Savinje pa so arheologi našli kipec, ki upodablja žensko, spojeno z račjo figuro in najverjetneje predstavlja lokalno božanstvo reke Savinje.
O rimski ekspanziji na griških tleh zaenkrat še ni bilo najdenih sledi. K temu najverjetneje najbolj pripomore dejstvo, da so se Rimljani raje zadrževali v dolinskih in lažje dostopnih območjih. 10 km od Griž je ležalo eno večjih rimskih mest na Slovenskem, antična Celeia, današnje Celje.
V srednjem veku se pisna omemba Griž prvič pojavi že leta 1241, čeprav se domneva da je bilo območje poseljeno že v času prihoda Slovanov.
Čeprav so pogosto Griže večje in tudi ponekod starejše od drugih slovenskih trgov, jim ta naziv ni bil nikoli dodeljen, kar je najverjetneje posledica odmaknjenosti od glavnih prometnih poti skozi dolino in velika površina, po kateri je naselje ratreseno. Eden izmed razlogov je najbrž tudi ta, da Griže nimajo strnjenega jedra, značilnega za večino trgov in mest.

## Znani krajani
- Rok Drakšič
- Janez Goličnik
- Lucija Polavder